# 김창희 (1986년)
김창희(한국 한자: 金昌熙, 1986년 12월 5일 ~ )는 대한민국의 전직 축구 선수이다. 현역 시절 포지션은 미드필더였다.